# Silicone Soul

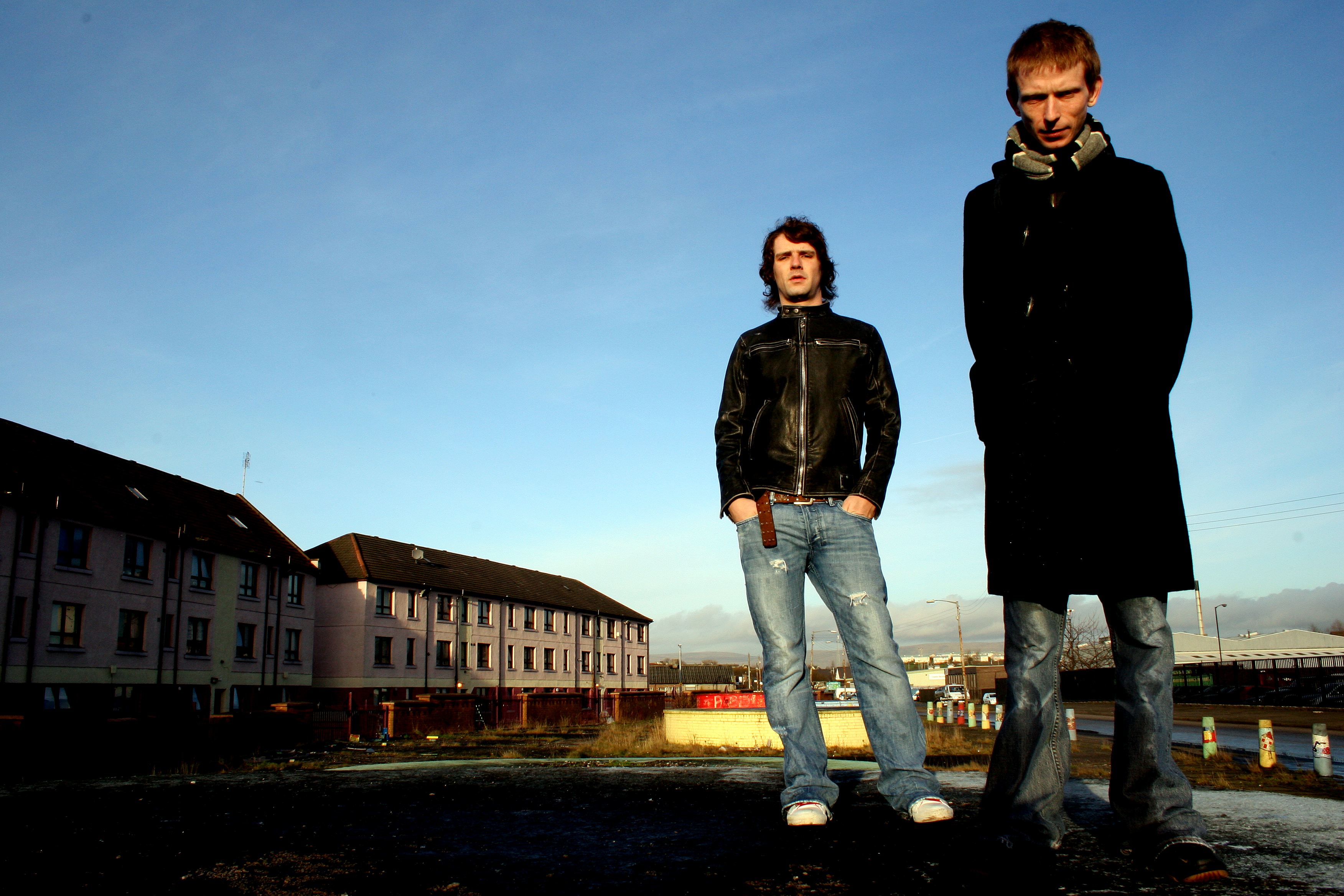
Silicone Soul - britische Band

Silicone Soul ist ein Musikprojekt im Bereich Techno und House, bestehend aus den beiden Schotten Craig Morrisons und Graeme Reedies.

## Geschichte
Beide spielten zunächst gemeinsam in der Rock-Band Dead City Radio, später folgte der Wechsel zum Bereich Techno und House. Sie sind Gründer des Labels Darkroom Dubs. Unter dem Titel Darkroom Dub Sessions fanden auch Partys in Glasgow statt. Silicone Soul haben bereits Remixe für Künstler wie Schatrax, Röyksopp und Roger Sanchez angefertigt. 
Zu Beginn der 1990er kamen beide mit dem Umfeld der Gruppe Slam aus Glasgow in Kontakt und wurden für das Label Soma Recordings unter Vertrag genommen. 2000 erschien Silicone Souls Debütalbum „A Soul Thing“. Die daraus ausgekoppelte Single „Right On!“, eine Hommage an Curtis Mayfield, erreicht die Top 20 der britischen Charts. 
Später legten sie als Resident-DJs im Club La Terrazza in Barcelona auf. 
Ihr zweites Album „Staring Into Space“ entstand zusammen mit Louise Marshall, die auf der Single „Right On!“ zu hören war.

## Diskografie

### Alben
- 2000: ...A Soul Thing (Soma Quality Recordings)
- 2005: Staring Into Space (Soma Quality Recordings)
- 2009: Silicone Soul (Soma Quality Recordings)

### Singles und EPs
- 1998: All Nite Long (Soma Quality Recordings)
- 1998: The Strip (Soma Quality Recordings)
- 1998: Right On 4 Tha Darkness EP (Soma Quality Recordings)
- 2000: The Answer (Soma Quality Recordings)
- 2001: Right On! (VC Recordings)
- 2005: Feeling Blue (Soma Quality Recordings)
- 2008: The Pulse (Soma Quality Recordings)
- 2010: Hurt People, Hurt People E.P. (Soma Quality Recordings)